# Odyssey
Odyssey (phát âm tiếng Anh: /ˈɒdəsi/; tiếng Hy Lạp cổ: Ὀδύσσεια, đã Latinh hoá: Odýsseia, phát âm tiếng Hy Lạp: [o.dýs.seː.a]) là một trong hai thiên sử thi Hy Lạp cổ đại, cùng với sử thi Iliad, được cho là sáng tác bởi Homer. Đây là một trong những tác phẩm văn học lâu đời nhất còn tồn tại và vẫn phổ biến đối với độc giả đương đại. Tương tự Iliad, sử thi được chia thành 24 quyển. Câu chuyện theo chân người anh hùng Hy Lạp Odysseus, vua của Ithaca, và hành trình trở về nhà sau khi cuộc chiến thành Troia kết thúc. Sau mười năm chiến trận, Odysseus phải lưu lạc thêm mười năm nữa, đối mặt với bao hiểm nguy đã khiến toàn bộ thủy thủ đoàn đều thiệt mạng. Trong khi Odysseus vắng mặt và bị cho là đã chết, người vợ Penelope cùng con trai Telemakhos phải đối mặt với vô số những kẻ cầu hôn cạnh tranh nhau hòng cưới được Penelope để chiếm đoạt tài sản.
Odyssey nguyên gốc được sáng tác bằng ngôn ngữ Hy Lạp Homer, tức ngôn ngữ Hy Lạp sử thi, vào khoảng thế kỷ 8 hoặc 7 TCN, cho đến giữa thế kỷ 6 TCN, tác phẩm đã trở thành một phần của quy điển văn học Hy Lạp. Trong thời cổ đại, không có ai nghi ngờ liệu Homer có thực sự là tác giả của sử thi không, nhưng hiện nay, giới học thuật nghiêng về giả thuyết Iliad và Odyssey trên thực tế được sáng tác độc lập, hình thành từ những tích truyện truyền thuyết lâu đời. Vì phần lớn dân số không biết chữ nên sử thi chủ yếu được truyền bá qua hình thức diễn ca, truyền miệng.
Các đề tài quan trọng trong sử thi bao gồm: nostos (νόστος; "trở về"), phiêu lưu, xenia (ξενία; "lòng hiếu khách"), khảo nghiệm và điềm báo. Một số nhóm nhân vật như phụ nữ và nô lệ có vai trò nổi bật trong tác phẩm so với nhiều tác phẩm văn học cổ khác. Trọng tâm này đặc biệt đáng chú ý khi so sánh với Iliad, tác phẩm tập trung chủ yếu vào chiến tích của các chiến binh và thủ lĩnh trong Chiến tranh thành Troia.
Odyssey được coi là một trong những tác phẩm quan trọng nhất trong hệ thống kinh điển phương Tây. Cho đến nay sử thi vẫn tiếp tục là nguồn cảm hứng cho các tác phẩm chuyển thể và sáng tạo ở nhiều hình thức khác nhau. Odyssey đứng đầu danh sách những câu chuyện có sức ảnh hưởng lâu bền nhất trong lịch sử văn học từ cuộc thăm dò của BBC Culture năm 2018.

## Tóm tắt

### Bối cảnh (quyển 1-4)

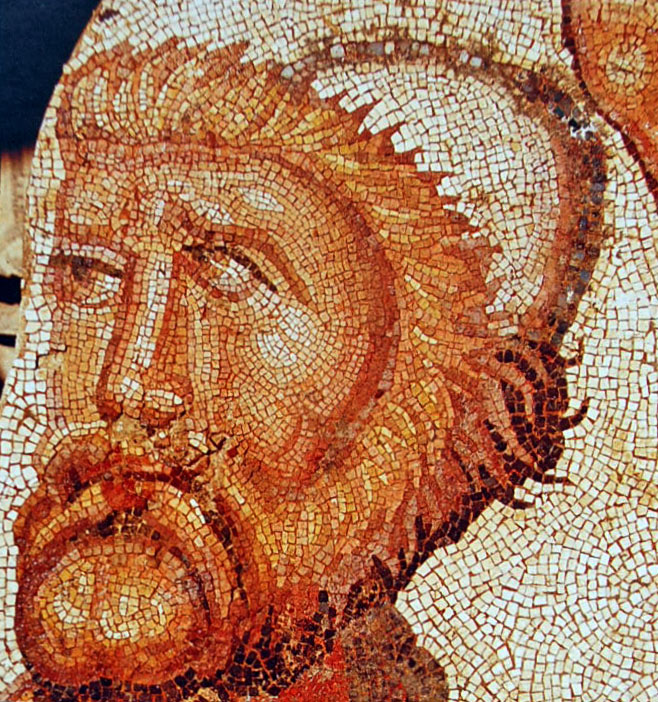
Một bức tranh khảm mô tả Odysseus, từ biệt thự La Olmeda, Pedrosa de la Vega, Tây Ban Nha, vào cuối thế kỷ 4 - 5 Công nguyên

Odyssey bắt đầu sau khi kết thúc cuộc chiến thành Troia kéo dài 10 năm (chủ đề của Iliad), kể từ đó Odysseus, vua của Ithaca, vẫn chưa trở về nhà được do chàng đã chọc giận thần biển Poseidon. Con trai của Odysseus, Telemakhos, khoảng 20 tuổi, sống trong ngôi nhà của người cha vắng mặt trên đảo Ithaca cùng với mẹ là Penelope và những kẻ đến cầu hôn nàng, một đám đông gồm 108 thanh niên ngỗ ngược, kẻ nào cũng muốn cưới bằng được Penelope. Lợi dụng tục lệ hiếu khách của người Hy Lạp, suốt thời gian đó bọn chúng ăn chơi trác táng trong cung điện và phung phí tài sản của nhà vua.
Người bảo trợ của Odysseus, nữ thần Athena, nhân lúc Poseidon không có mặt trên đỉnh Olympus đã thỉnh cầu Zeus, chúa tể chư thần, ban ơn cho Odysseus được trở về nhà. Sau đó, Athena giả trang thành một tộc trưởng tên là Mentes và đến thăm Telemakhos để thúc giục chàng lên đường tìm kiếm tin tức của cha mình. Chàng thết đãi vị khách lạ nồng nhiệt, họ cùng quan sát những kẻ cầu hôn tiệc tùng rôm rả, trong khi thi sĩ Phemius diễn ca một tích truyện thơ cho chúng tiêu khiển.
Đêm hôm đó, Athena hóa thành Telemakhos và đi tìm cho chàng một con tàu cùng với thủy thủ đoàn. Sáng hôm sau, Telemakhos triệu tập hội đồng công dân của Ithaca để bàn bạc xem nên làm gì với những kẻ cầu hôn xấc xược, những kẻ này sau đó kéo đến chế giễu Telemakhos. Cùng với Athena (lúc này đã hóa thành Mentor), Telemakhos khởi hành đến đất liền, tìm đến nhà Nestor, vị chỉ huy đáng kính nhất trong quân Hy Lạp mà sau chiến tranh đã về cư trú tại Pylos.
Từ đó, Telemakhos cưỡi ngựa đến Sparta, cùng đồng hành có con trai của Nestor. Ở đó, chàng gặp Menelaos và Helen, hai vợ chồng hiện đã đoàn tụ. Helen và Menelaos nói rằng họ đã trở về Sparta sau một cuộc hành trình dài trôi dạt đến tận Ai Cập. Tại đó, trên đảo Pharos, Menelaos gặp vị thần biển già nua Proteus, thần đã nói cho ông biết rằng Odysseus hiện nay đang bị nữ thần Calypso giam cầm. Telemakhos cũng biết được số phận của anh trai của Menelaos, Agamemnon, vua của Mykenai và là chủ soái quân Hy Lạp: ông ta đã bị vợ là Clytemnestra và gã nhân tình Aegisthus sát hại khi về đến nhà. Câu chuyện nhanh chóng chuyển về những kẻ cầu hôn, những kẻ này vừa nhận ra rằng Telemakhos đã biến mất. Chúng tức tối lên kế hoạch phục kích con tàu và giết chết chàng khi chàng trở lại. Penelope tình cờ nghe được âm mưu này và lo lắng cho sự an toàn của con trai.

### Trốn thoát đến đảo Phaeacia (quyển 5-8)

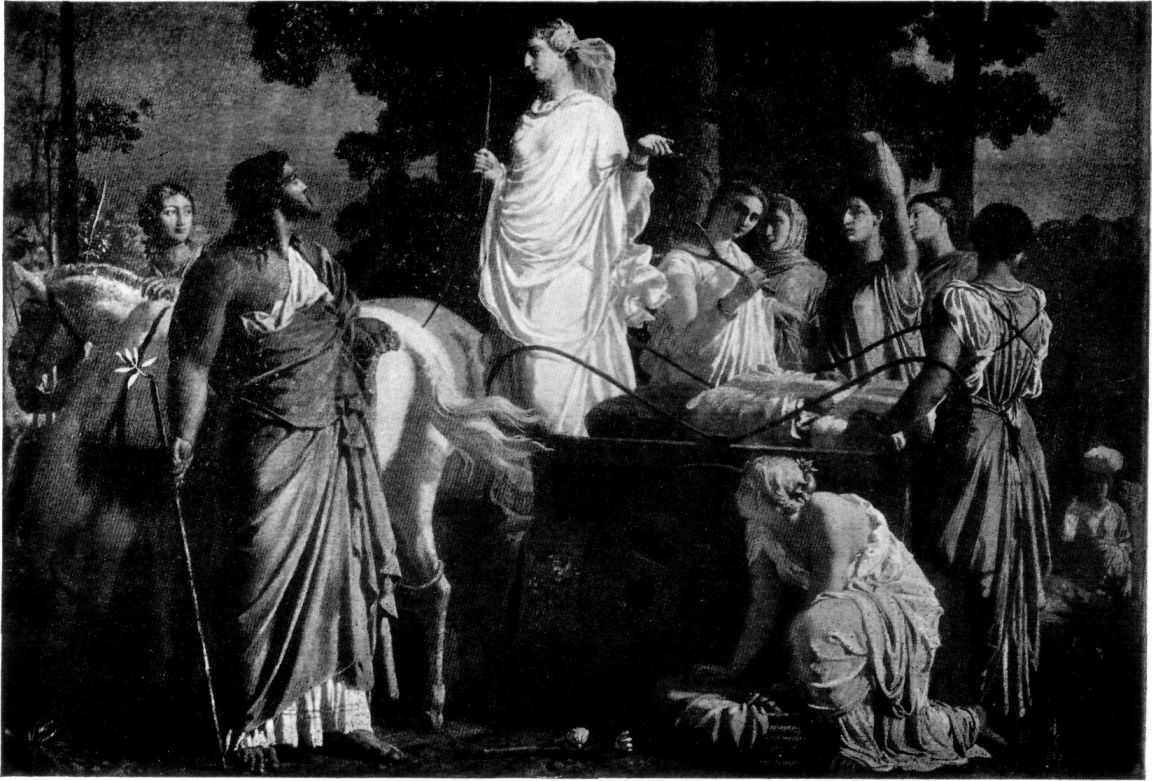
Charles Gleyre, Odysseus và Nausicaä

Trong bảy năm, Odysseus bị nữ thần Calypso giam giữ trên một hòn đảo (Ogygia). Nữ thần yêu chàng tha thiết, muốn cưới chàng làm chồng và hứa hẹn sẽ ban cho chàng sự bất tử, nhưng chàng từ chối và vẫn một mực muốn quay trở về nhà. Sứ giả Hermes được thần Zeus gửi đến ra lệnh cho Calypso thả Odysseus ra, theo lời thỉnh cầu của Athena. Odysseus đóng một chiếc bè và được Calypso tặng quần áo, thức ăn và nước uống. Khi Poseidon từ Ethiopia trở về, thấy ông trên chiếc bè đang lênh trên mặt biển nên ông đánh đắm chiếc bè, nhưng Odysseus đã bám vào được tấm voan do nữ thần biển Ino ném ra, chàng bơi cập bờ Scherie, hòn đảo của người Phaeacia. Trần truồng và kiệt sức, chàng vùi mình trong một đống lá và ngủ thiếp đi.
Sáng hôm sau, bị đánh thức bởi tiếng cười của các cô gái, chàng gặp thiếu nữ Nausicaä và các tì nữ đang đi dọc bờ biển tìm kiếm sau khi được Athena báo mộng đêm trước đó. Chàng thỉnh cầu thiếu nữ giúp đỡ. Nàng đưa chàng về gặp cha mẹ mình là vua của người Phaecia, Arete và Alcinous. Với lòng hiếu khách nồng nhiệt, Alcinous hứa sẽ cho chàng một con tàu để về nhà ngay cả khi chưa biết Odysseus là ai.
Chàng ở lại trên đảo vài ngày. Odysseus nhờ người ca sĩ mù Demodocus kể câu chuyện về Con ngựa thành Troia, một mưu kế vốn do Odysseus bày bố. Không thể giấu được cảm xúc khi hồi tưởng lại thời khắc đó, Odysseus cuối cùng đã tiết lộ thân phận. Sau đó chàng kể lại cuộc hành trình của mình trở về từ thành Troia cho người Phaeacia.

### Odysseus kể lại những cuộc phiêu lưu của mình (quyển 9-12)

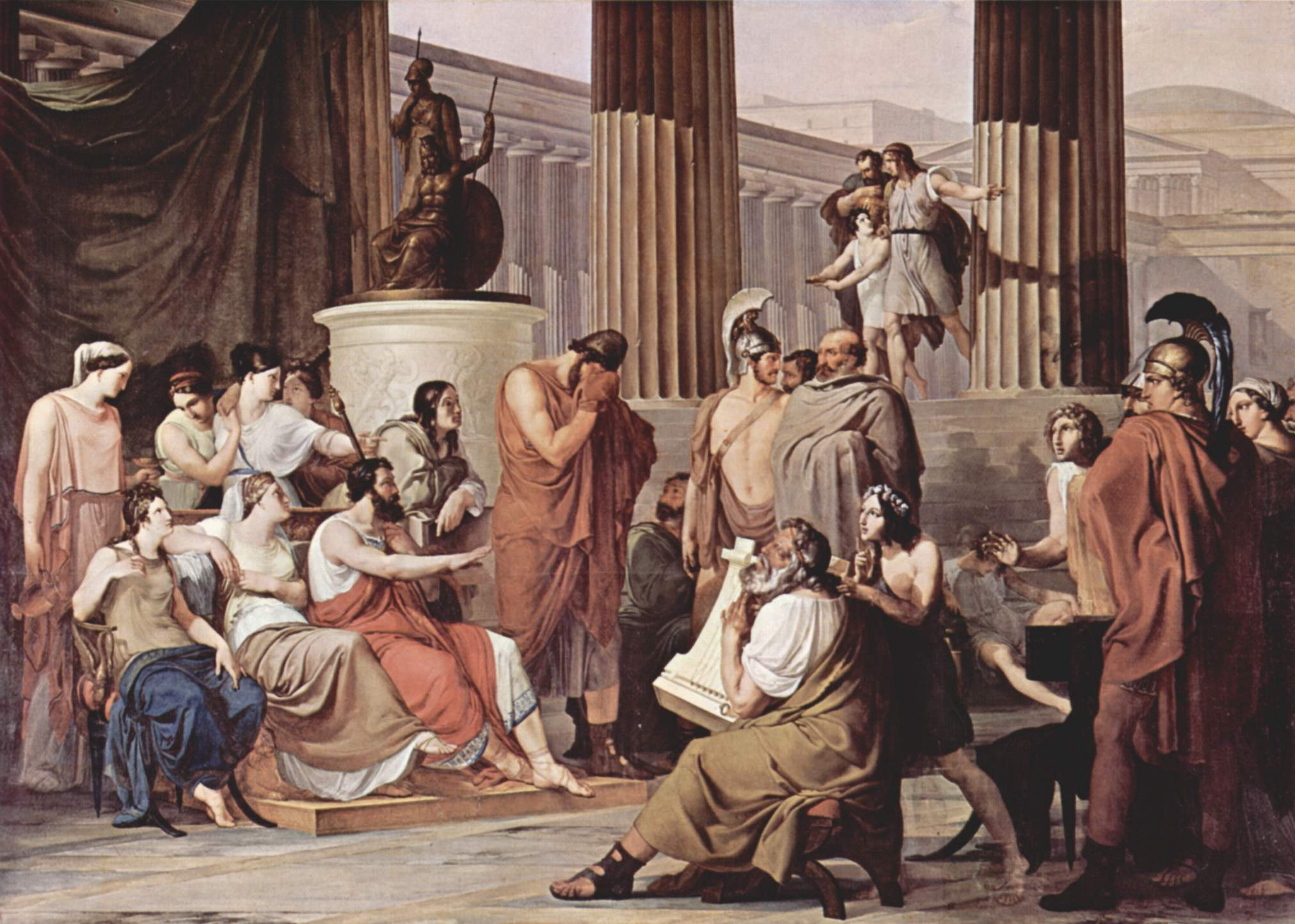
Odysseus cảm động bởi bài ca của Demodocus, của Francesco Hayez, 1813–15

Odysseus kể lại câu chuyện của mình cho người Phaeacia. Sau một cuộc đột kích thất bại, Odysseus và hạm đội mười hai con tàu đã bị bão đánh chệch hướng. Trên một hòn đảo, Odysseus đã gặp những người ăn hoa sen, họ cho thủy thủ đoàn ăn những thứ quả có thể khiến một người quên hết đi quê hương xứ sở. Odysseus đã phải dùng đến vũ lực để kéo họ trở lại tàu.
Sau đó, đoàn người của Odysseus đã cập bến một đảo hoang gần vùng đất của những tên khổng lồ một mắt Cyclop. Đoàn người đổ bộ lên bờ và đi vào hang của Polyphemus, nơi họ tìm thấy tất cả các loại pho mát và thịt mà họ đang thèm khát. Polyphemus về đến nhà và lấy một tảng đá lớn bịt lối ra, rồi bắt đầu ăn thịt đoàn người của Odysseus. Odysseus nghĩ ra một kế hoạch trốn thoát, chàng nói tên mình là "Không ai cả", lừa chuốc rượu cho Polyphemus và dùng một cây cọc gỗ đâm vào mắt hắn. Khi Polyphemus kêu cứu, các Cyclop hàng xóm đến và hỏi ai đã tấn công hắn ta, Polyphemus trả lời là "Không ai cả" nên bọn chúng bỏ đi hết. Đoàn của Odysseus cuối cùng cũng thoát được ra khỏi hang bằng cách nấp trên lưng của những con cừu khi chúng được lùa ra ngoài.
Tuy nhiên, khi họ trốn thoát, Odysseus vì chế nhạo Polyphemus nên đã vô tình để lộ thân phận. Các Cyclop kêu khóc với cha mình là Poseidon, thỉnh cầu thần trừng phạt Odysseus phải lang bạt trong mười năm. Sau khi trốn thoát, Aeolus đã tặng Odysseus một chiếc túi da đựng tất cả các cơn gió ngoại trừ gió tây, một món quà có thể giúp chàng trở về nhà an toàn. Ngay khi nhìn thấy Ithaca từ xa, các thủy thủ đã mở chiếc túi trong khi Odysseus đang ngủ vì nghĩ rằng nó chứa vàng. Những cơn gió bay ra và cơn bão ập đến mang đoàn tàu trở lại nơi xuất phát. Aeolus nhận ra Odysseus đã chọc giận các vị thần nên từ chối giúp đỡ gì thêm.
Sau khi bị những kẻ ăn thịt người Laestrygonia phá hủy hết tất cả hạm đội, ngoại trừ con tàu của chàng, Odysseus lên đường đến hòn đảo Aeaea, quê hương của nàng phù thủy Circe. Nàng đã biến một nửa số người trong đoàn thành lợn bằng pho mát và rượu có tẩm thuốc mê. Hermes đã cảnh báo Odysseus về Circe và đưa cho chàng một loại thảo mộc gọi là moly, giúp chàng có khả năng chống lại ma thuật của Circe. Odysseus buộc Circe phải biến người của mình trở lại hình dạng người, nhưng chính chàng lại bị nàng phù thủy quyến rũ.
Đoàn người ở lại trên đảo một năm. Cuối cùng, được Circe chỉ dẫn, Odysseus và thủy thủ đoàn băng qua đại dương và cập bờ phía tây tận cùng thế giới. Ở đây Odysseus phải thực hiện nghi thức hiến tế cho người chết. Odysseus triệu hồi linh hồn của nhà tiên tri Tiresias, ông ta cho biết đoàn người của chàng có thể trở về nếu giữ mình không ăn thịt đàn gia súc của thần Helios trên đảo Thrinacia, còn nếu vi phạm thì chàng sẽ mất toàn bộ người và tàu.

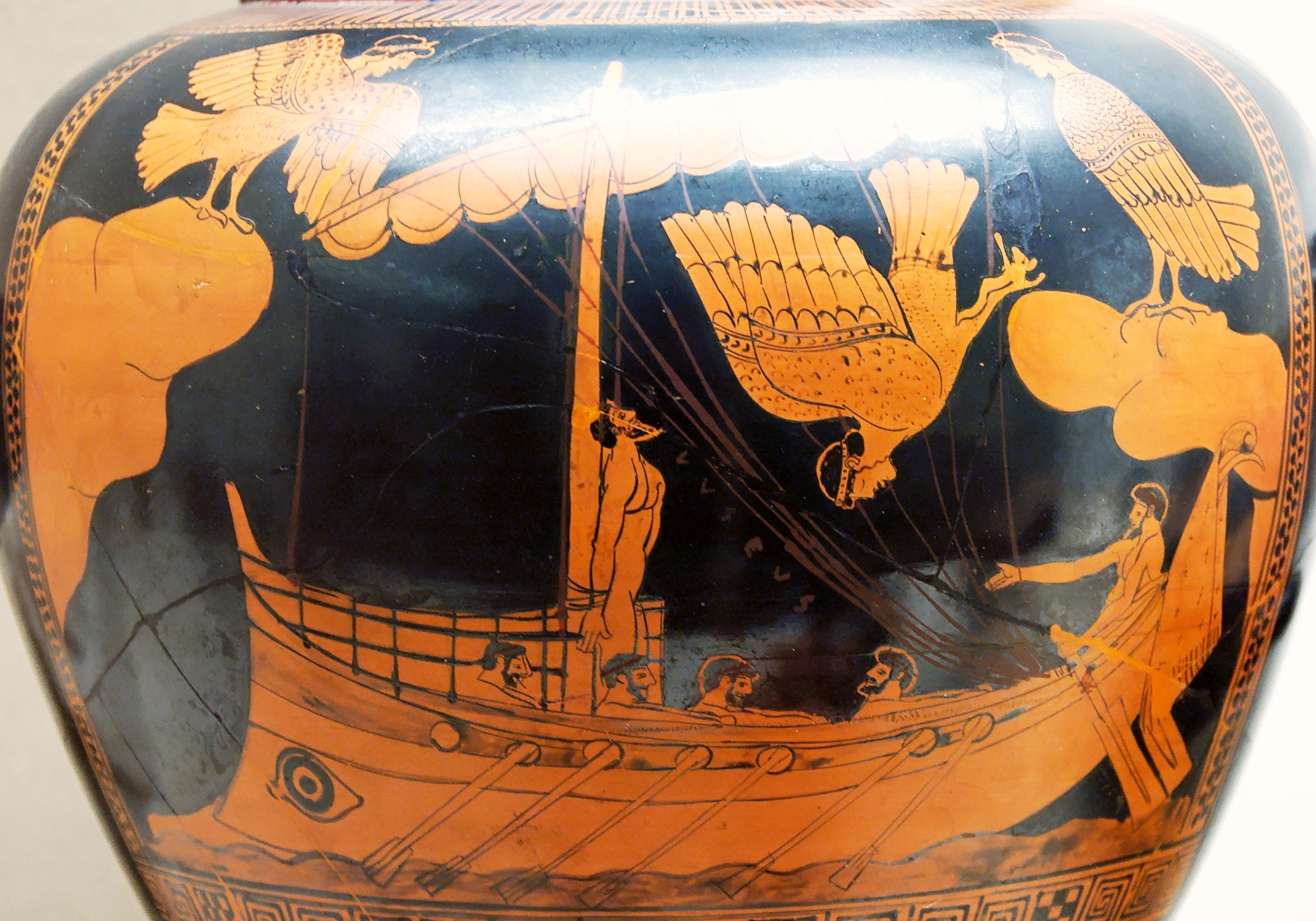
Odysseus và Siren, k. 480–470 TCN (Bảo tàng Anh)

Quay trở lại Aeaea, đoàn người chôn cất Elpenor và được Circe chỉ dẫn các chặng còn lại của cuộc hành trình. Họ đi tới vùng biển của các Siren. Tất cả các thủy thủ đều bịt tai bằng sáp ong, ngoại trừ Odysseus, vì muốn nghe tiếng ca của Siren nên chàng trói mình vào cột buồm và lệnh cho thủy thủ đoàn không được cởi trói để ngăn không cho chàng bị lôi kéo xuống biển. Sau đó họ băng qua vùng nước giữa quái vật sáu đầu Scylla và xoáy nước Charybdis. Scylla đã cướp đi sáu người trong đoàn.
Tiếp theo, họ đổ bộ lên hòn đảo Thrinacia, dù Odysseus đã dặn thủy thủ đoàn phải tránh xa hòn đảo. Zeus làm nổi lên một cơn bão khiến họ không thể rời đi, trong khi nguồn thức ăn Circe cấp cho đã cạn kiệt. Trong khi Odysseus đi cầu nguyện, người của chàng phớt lờ lời cảnh báo của Tiresias và Circe, đi tìm bắt ăn thịt bầy linh vật của Helios. Thần Mặt trời đòi Zeus phải trừng phạt những kẻ báng bổ này. Sau đó, tàu bị đắm và và tất cả đều chết đuối, ngoại trừ Odysseus. Odysseus bám được vào một cây vả và trôi dạt vào bờ biển Ogygia. Từ đó chàng bị nữ thần Calypso giam cầm trên đảo.

### Trở lại Ithaca (quyển 13-20)

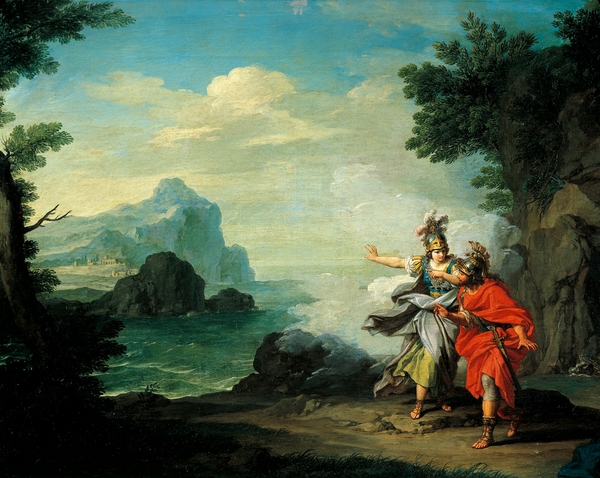
Athena chỉ cho Ulysses thấy Ithaca, bởi Giuseppe Bottani (thế kỷ 18)

Sau khi lắng nghe câu chuyện của chàng, người Phaeacia muốn tặng cho Odysseus số báu vật vượt qua cả phần chiến lợi phẩm chàng giành được từ thành Troia mà nay đã không còn lại gì. Trong khi chàng ngủ say, họ đưa chàng trở về và cập vào một bờ hoang ở Ithaca.
Odysseus tỉnh dậy và nghĩ rằng mình đã bị bỏ lại tại một vùng đất xa lạ. Athena hiện lên và tiết lộ rằng chàng thực sự đang ở Ithaca. Nữ thần giấu các báu vật của chàng trong một hang động gần đó và biến chàng thành một người ăn xin già nua để chàng có thể đi xem tình hình hiện tại ở nhà thế nào. Chàng tìm đường đến lều của người chăn lợn Eumaeus, một nô lệ của chàng, người này thết đãi chàng tử tế và ca ngợi Odysseus. Sau bữa tối, Odysseus giả dạng kể cho các nô lệ nghe một câu chuyện hư cấu về chính mình.
Telemakhos trở về nhà từ Sparta và tránh được một cuộc phục kích do đám người cầu hôn sắp đặt. Chàng cập bờ biển Ithaca và gặp được Odysseus. Odysseus tiết lộ thân phận của mình với Telemakhos (nhưng giấu kín với Eumaeus), và họ quyết tâm giết hết tất cả bọn cầu hôn. Telemakhos trở về nhà trước. Cùng với Eumaeus, Odysseus quay lại nhà mình trong hình dạng một kẻ ăn xin. Chàng bị đám người cầu hôn chế giễu, đặc biệt là Antinous. Odysseus gặp Penelope và muốn thử thái độ của nàng bằng cách kể rằng đã từng gặp Odysseus ở Crete. Khi được hỏi han kỹ lưỡng, chàng nói thêm rằng gần đây chàng đã ở Thesprotia và biết được đôi điều về những cuộc phiêu lưu của Odysseus.
Thân phận của Odysseus bị người vú già trung thành Eurycleia phát hiện do bà nhận ra một vết sẹo cũ của chủ nhân khi đang rửa chân cho chàng. Eurycleia cố gắng nói với Penelope, nhưng Athena làm phép không cho Penelope nghe thấy. Odysseus bắt Eurycleia phải giữ kín bí mật này.

### Giết đám cầu hôn (quyển 21-24)

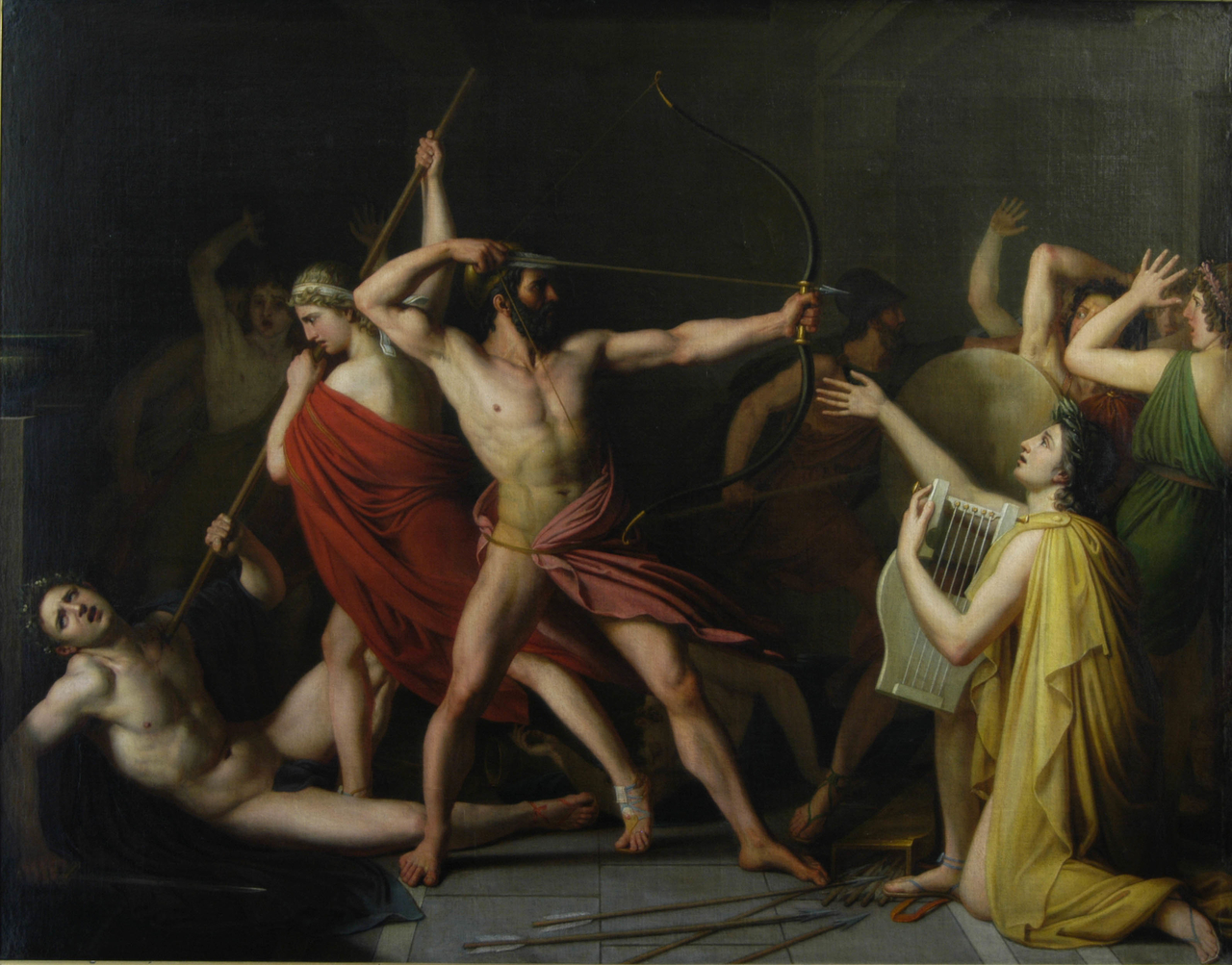
Ulysses và Telemakhos giết đám người cầu hôn Penelope, của Thomas Degeorge (1812)

Ngày hôm sau, được Athena thúc giục, Penelope tuyên bố kén chồng thông qua một cuộc thi bắn cung bằng cây cung của Odysseus. Người nào có thể giương cung và bắn một mũi tên xuyên qua một tá đầu rìu sẽ chiến thắng. Odysseus tham gia cuộc thi: chàng là người duy nhất có thể giương cung và bắn mũi tên xuyên qua một tá đầu rìu, và trở thành người chiến thắng. Sau đó, chàng trút mớ quần áo rách rưới ra và giết Antinous bằng mũi tên tiếp theo. Odysseus tiếp tục giết những kẻ cầu hôn khác bằng những mũi tên còn lại, rồi đến bằng gươm giáo. Sau khi chiến thắng, Telemakhos treo cổ mười hai tên gia nhân đã phản bội Penelope hoặc ăn nằm với đám người cầu hôn. Odysseus nói rõ thân phận với Penelope. Nàng vẫn còn nghi ngờ và tìm cách thử chàng. Cuối cùng, nàng cũng nhận ra chồng mình khi chàng nhắc đến việc chiếc giường của hai vợ chồng được chàng tự mình đẽo từ một cây ô liu vẫn còn nguyên rễ và tán lá.

## Kết cấu
Odyssey bao gồm 12.109 dòng được viết bằng ngôn ngữ Homeric Hy Lạp (gọi theo tên của Homer), hay ngôn ngữ Hy Lạp sử thi, một thứ ngôn ngữ văn chương cổ xưa kết hợp giữa phương ngữ Ionian và Aiolian. Sử thi được viết theo thể thơ sáu nhịp daktylos, là thể thơ sử thi cổ với một khổ bao gồm sáu nhịp daktylos, mỗi nhịp daktylos (tiếng Hy Lạp: δάκτυλος, dáktylos, “ngón tay”) gồm một âm tiết dài, theo sau là hai âm tiết ngắn, được xác định bởi trọng lượng âm tiết.
Sử thi theo kết cấu bắt đầu từ đoạn giữa câu chuyện tổng thể, các sự kiện diễn ra trước đó được mô tả thông qua hồi tưởng và kể chuyện. 24 quyển tương ứng với các chữ cái trong bảng chữ cái Hy Lạp; việc phân chia có thể do người khác không phải Homer thực hiện, nhưng được chấp nhận rộng rãi.
Trong thời kỳ Cổ điển, một số quyển (riêng lẻ và theo nhóm) thường được đặt tên riêng:
- Quyển 1–4: Telemachy — câu chuyện tập trung vào góc nhìn của Telemakhos.[10]
- Quyển 9–21: Apologoi —Odysseus kể lại những cuộc phiêu lưu của mình cho các chủ nhà người Phaeacia.[11]
- Quyển 22: Mnesterophonia ('Chém giết đám người cầu hôn'; Tiếng Hy Lạp cổ: Mnesteres, 'những người cầu hôn' + phónos, tàn sát').[12]

Quyển 22 kết thúc Bộ sử thi Hy Lạp, mặc dù có một số mảnh vỡ còn sót lại ghi chép một "kết thúc thay thế" được gọi là Telegony. Không tính Telegony, nhiều học giả tin rằng 548 dòng cuối cùng của Odyssey, tương ứng với Quyển 24, là được viết thêm bởi một nhà thơ sau này.

## Địa lý
Các sự kiện chính của Odyssey (ngoại trừ những đoạn kể lồng ghép của Odysseus về những chuyến phiêu lưu) được cho là diễn ra tại Peloponnesos và khu vực ngày nay là Quần đảo Ionia. Có nhiều khó khăn trong việc xác định Ithaca, quê hương của Odysseus, nơi này có thể là một hòn đảo mà ngày nay gọi là Ithakē (tiếng Hy Lạp hiện đại: Ιθάκη). Những cuộc phiêu lưu của Odysseus như đã kể với người Phaeacia, và vị trí hòn đảo Scheria của người Phaeacia, có nhiều mâu thuẫn cơ bản xét theo khía cạnh địa lý: các học giả, kể cả cổ đại lẫn hiện đại, không thống nhất được liệu bất kỳ địa điểm nào Odysseus ghé thăm (sau Ismaros và trước khi trở lại Ithaca) là có thật hay không. Đã có nhiều nỗ lực trong việc lập bản đồ hành trình của Odysseus, nhưng hiện nay phần lớn các học giả đồng ý rằng những bối cảnh này, đặc biệt là của Apologia (Quyển 9 đến Quyển 11), bao gồm quá nhiều đặc điểm mang tính thần thoại không thể kiểm chứng được. Nhà cổ điển học Peter T. Struck đã lập một bản đồ tương ứng với các chuyến đi của Odysseus, bao gồm cả chuyến trở về gần tới quê hương rồi lại bị thổi ngược lại bởi túi đựng gió.

## Các yếu tố ảnh hưởng

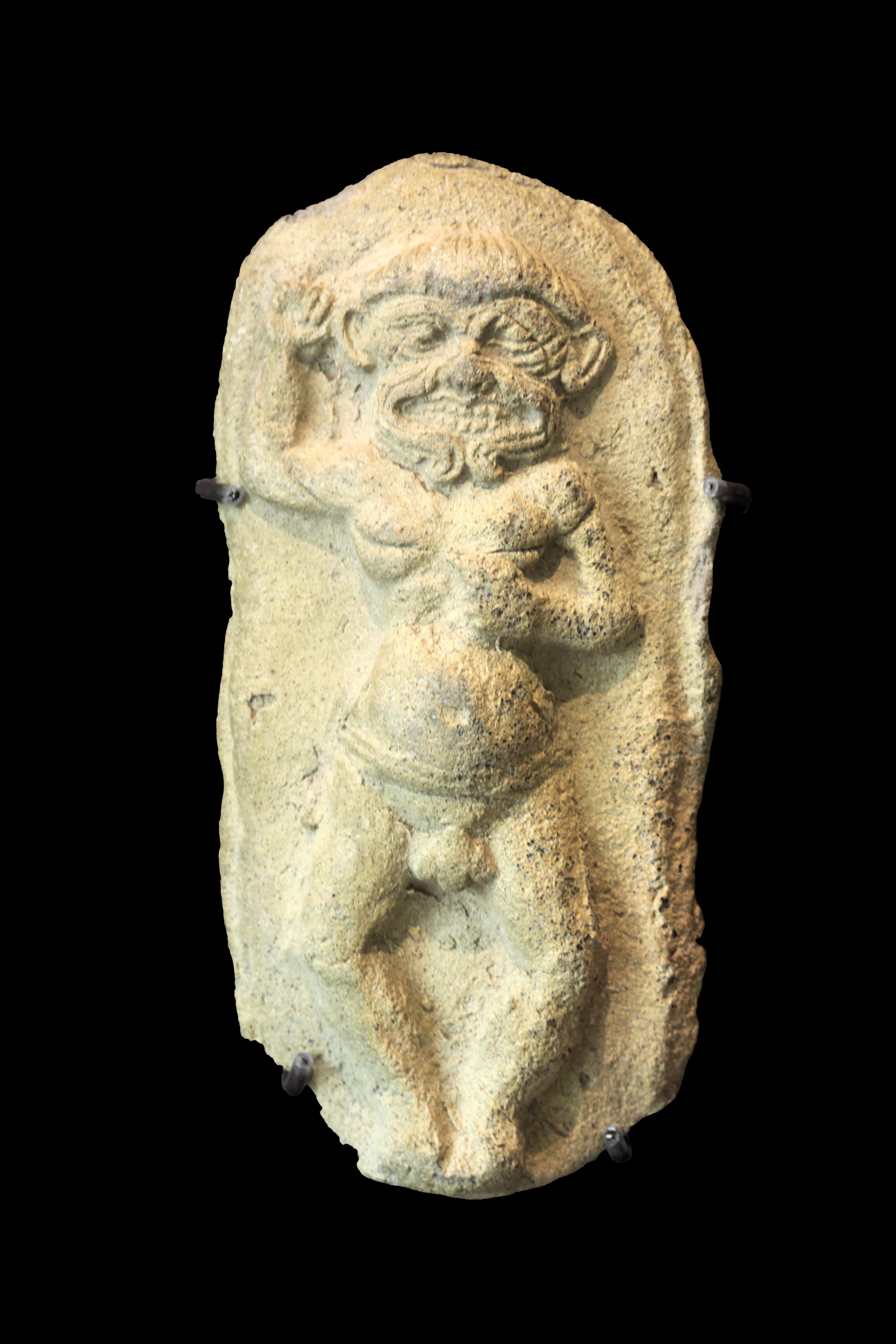
Phù điêu đất nung hình yêu tinh Humbaba từ Lưỡng Hà, có thể là nguồn cảm hứng cho hình tượng Polyphemus

Các học giả đã nhận thấy những yếu tố bị ảnh hưởng mạnh mẽ từ thần thoại và văn học Cận Đông trong Odyssey. Martin West ghi nhận những điểm tương đồng đáng kể giữa Sử thi Gilgamesh và Odyssey. Cả Odysseus và Gilgamesh đều có cuộc du hành đến tận cùng thế giới và hành trình đến vùng đất của người chết. Trong chuyến hành trình đến cõi âm, Odysseus đã tuân theo chỉ dẫn của Circe, vốn là người sống ở rìa thế giới và được gắn với hình ảnh mặt trời. Giống như Odysseus, Gilgamesh cũng được chỉ dẫn cách đi đến vùng đất của người chết từ một nhân vật siêu nhiên: nữ thần Siduri, giống như Circe, cư ngụ bên bờ biển ở nơi tận cùng mặt đất, trong ngôi nhà gắn liền với mặt trời. Gilgamesh đến nhà Siduri bằng cách đi qua một đường hầm xuyên Núi Mashu, ngọn núi cao nơi mặt trời xuất phát mỗi ngày. West cho rằng những điểm tương đồng này là do Odyssey chịu ảnh hưởng lớn từ Gilgamesh.

Năm 1914, nhà cổ sinh vật học Othenio Abel phỏng đoán Cyclop bắt nguồn từ việc người Hy Lạp cổ đại tìm thấy một hộp sọ loài voi. Phần mũi khổng lồ ở giữa trán có thể trông giống như hốc mắt của một người khổng lồ, đối với những người chưa nhìn thấy voi bao giờ. Mặt khác, các học giả cổ điển từ lâu đã thống nhất rằng câu chuyện về Cyclop bắt nguồn từ một câu chuyện dân gian, tồn tại độc lập với Odyssey và sau đó mới được thêm vào sử thi. Những câu chuyện tương tự cũng được tìm thấy trong các nền văn hóa trên khắp châu Âu và Trung Đông.:127–31 Theo cách giải thích này, Cyclop ban đầu chỉ đơn giản là một giống người khổng lồ hoặc yêu tinh, giống như Humbaba trong Gilgamesh.:127–31 Graham Anderson đưa ra ý tưởng rằng việc nó chỉ có một mắt đã được thêm vào để giải thích tại sao sinh vật này lại dễ bị mù như thế. :124–5

## Chủ đề và khuôn mẫu

### Hồi hương

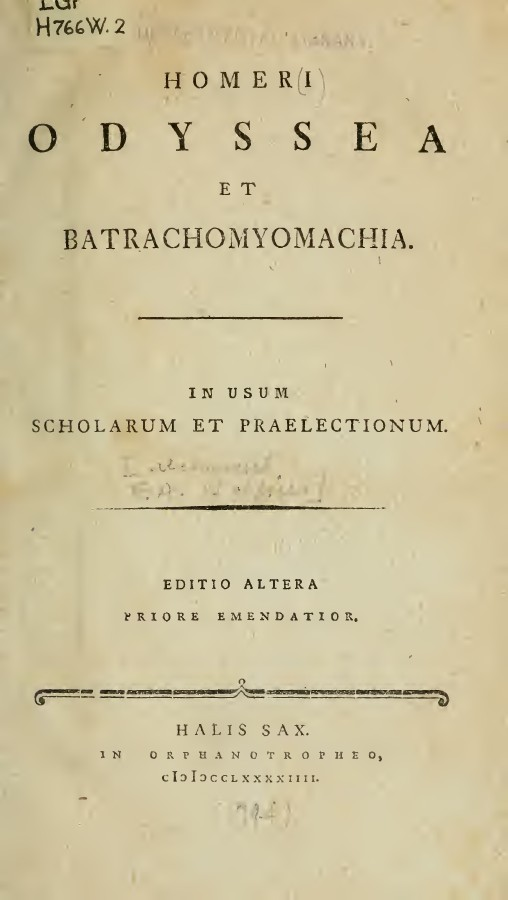
Bìa Odyssea (1794), tiếng Latinh.

Hồi hương (tiếng Hy Lạp cổ đại: νόστος, nostos) là chủ đề trung tâm của Odyssey. Anna Bonafazi từ Đại học Cologne viết rằng, trong Homer, nostos là "trở về nhà từ Troia, bằng đường biển".
Agatha Thornton đã xem xét chủ đề nostos đặt trong bối cảnh của các nhân vật khác ngoài Odysseus, để đưa ra những tình huống thay thế giả định có thể xảy ra sau khi kết thúc Odyssey. Một ví dụ là chuyến hồi hương của Agamemnon. Vừa về đến nhà, ông ta đã bị vợ là Clytemnestra và gã nhân tình Aegisthus hợp mưu giết chết. Con trai của Agamemnon, Orestes, đã giết mẹ và Aegisthus để trả thù cho cha mình. Bối cảnh này cho thấy sự tương quan giữa cái chết của đám cầu hôn và của Aegisthus, đặt Orestes làm một ví dụ nhãn tiền cho Telemakhos. Ngoài ra, vì biết về sự phản bội của Clytemnestra, Odysseus trở về nhà trong lớp vỏ ngụy trang để khảo nghiệm lòng chung thủy của Penelope. Chính nhờ lòng chung thủy đó mà Odysseus có thể hồi hương thành công và lừng lẫy, không giống như Achilles nổi danh nhưng bỏ xác nơi đất khách hay Agamemnon về được đến nhà để rồi mất mạng.

### Phiêu lưu
Chỉ có hai chuyến phiêu lưu của Odysseus được kể bởi người dẫn truyện, còn lại được hồi tưởng bởi chính Odysseus. Hai cảnh được người kể chuyện mô tả là cảnh Odysseus trên hòn đảo của Calypso và cuộc gặp gỡ của Odysseus với người Phaeacia, thể hiện một chuyển biến quan trọng trong cuộc hành trình của Odysseus: được che chở để về nhà.
Tên của Calypso bắt nguồn từ tiếng Hy Lạp kalúptō (καλύπτω), có nghĩa là 'che đậy' hoặc 'che giấu', cái tên này cũng gợi ý cho hành động của bà: giấu Odysseus biệt tích khỏi thế giới bên ngoài. Sau khi rời hòn đảo của Calypso, cuộc gặp gỡ của Odysseus với người Phaeacia được tác giả mô tả là “hộ tống mà không gây thương hại đến bất kỳ ai", thể hiện biến chuyển từ việc không được trở về đến có thể trở về nhà. Ngoài ra, trong cuộc hành trình, Odysseus gặp rất nhiều nhân vật gần gũi với thần thánh, cho thấy Odysseus đang ở trong một thế giới phi nhân loại, điều này ảnh hưởng trực tiếp đến việc ông không thể hồi hương. Những nhân vật có mối liên hệ với thần thánh này bao gồm người Phaeacia sống gần đảo Cyclop, mà vua Alcinous là chắt của vua khổng lồ Eurymedon và là cháu trai của Poseidon. Một số nhân vật khác mà Odysseus gặp phải là tên khổng lồ một mắt Polyphemus, con trai của Poseidon; phù thủy Circe có thể biến đàn ông thành súc vật; và những tên khổng lồ ăn thịt người Laestrygonia.

### Lòng hiếu khách
Trong suốt chiều dài sử thi, Odysseus gặp nhiều tình huống thể hiện xenia ("lòng hiếu khách"), cho thấy các chuẩn mực về cách chủ nhà nên và không nên đối xử với khách nhân. Người Phaeacia thể hiện lòng hiếu khách mẫu mực qua việc cho Odysseus nơi ăn chốn ngủ, tặng nhiều vật báu và đưa ông về tận nhà an toàn, đây là những điều đúng đắn một chủ nhà nên làm. Polyphemus thể hiện lòng hiếu khách tệ hại, "món quà" duy nhất hắn cho Odysseus là sẽ để dành ông đến cuối cùng mới ăn thịt. Calypso cũng là một ví dụ điển hình về cách cư xử kém khi bà ta giam lỏng Odysseus trên đảo. Một khía cạnh quan trọng khác trong lòng hiếu khách là vương quyền đồng nghĩa với sự hào phóng. Một vị vua phải là một chủ nhà hào phóng với khách nhân và có khả năng chiêu đãi khách khứa bằng tài sản của mình. Điều này thể hiện rõ nhất khi Odysseus trong hình dạng người ăn xin, xin thức ăn từ Antinous, một trong những kẻ cầu hôn, và Antinous từ chối. Odysseus nói rằng tuy bề ngoài Antinous trông như một vị vua nhưng thực tế thì kém xa vì ông ta hẹp hòi.
Theo J.B. Hainsworth, lòng hiếu khách tuân theo một khuôn mẫu rất cụ thể:
1. Khách đến và được đón tiếp.
2. Tắm rửa hoặc mặc quần áo mới cho khách.
3. Mời khách ăn uống.
4. Có thể hỏi thăm vị khách, và chủ nhà nên tổ chức các hình thức tiêu khiển phụ trợ.
5. Khách nên được bố trí một chỗ để ngủ, cả khách và chủ nhà nghỉ qua đêm.
6. Khách và chủ nhà trao đổi tặng phẩm, chủ nhà đảm bảo cho khách một chuyến hành trình an toàn về nhà, và khách khởi hành.

### Khảo nghiệm

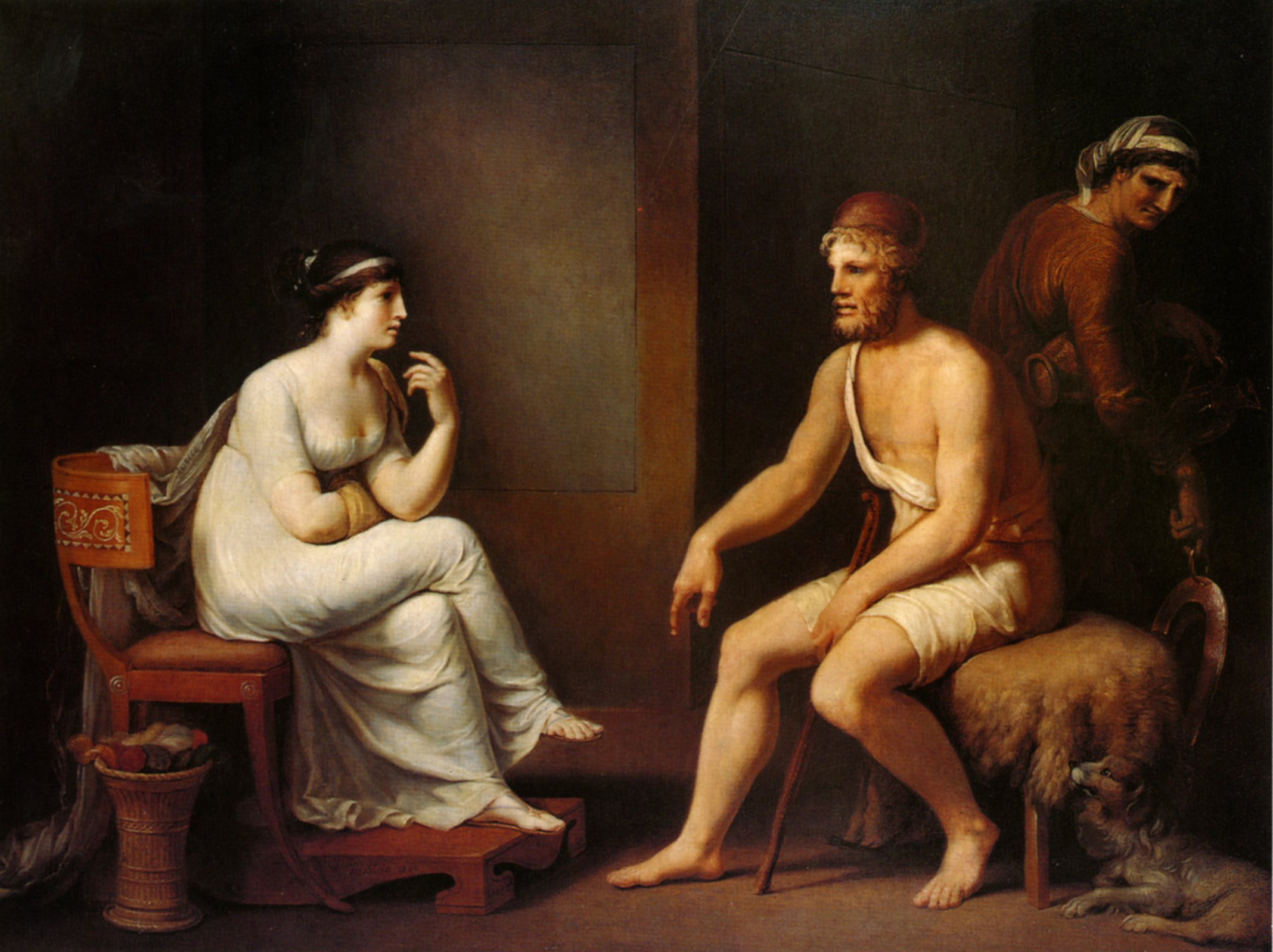
Penelope chất vấn Odysseus để kiểm tra thân phận của ông.

Một chủ đề khác xuyên suốt Odyssey là khảo nghiệm. Việc này diễn ra ở cả hai chiều, Odysseus khảo nghiệm lòng trung thành của người khác và những người khác khảo nghiệm thân phận của Odysseus. Một ví dụ là khi Odysseus trở về nhà, thay vì ngay lập tức tiết lộ thân phận, ông giả dạng người ăn xin và thử xem những ai trong nhà vẫn còn trung thành với mình và kẻ nào đã giúp đỡ đám cầu hôn. Sau khi Odysseus tiết lộ danh tính, các nhân vật thử lại Odysseus để xem liệu ông có đúng thực sự là người vừa nói không. Ví dụ, Penelope khảo nghiệm Odysseus bằng cách nói rằng bà sẽ chuyển giường sang phòng khác cho ông nằm. Đây là một việc không thể vì chiếc giường được đẽo từ một thân cây cổ thụ sống đang còn nguyên rễ, bí mật này chỉ có riêng mình Odysseus biết, do đó chứng minh thân phận của ông.
Trong thiên sử thị, khảo nghiệm đi kèm với những dạng cảnh cụ thể theo một khuôn mẫu điển hình:
1. Odysseus do dự khi nghi ngờ lòng trung thành của người khác.
2. Odysseus thử lòng trung thành của người khác bằng những câu hỏi.
3. Các nhân vật trả lời câu hỏi của Odysseus.
4. Odysseus tiết lộ thân phận.
5. Các nhân vật thử thân phận của Odysseus.
6. Cảm xúc dâng trào sau khi mọi người nhận ra Odysseus, thường là than thở hoặc vui mừng.
7. Cuối cùng, các nhân vật đoàn tụ và cùng hợp tác.

### Điềm báo

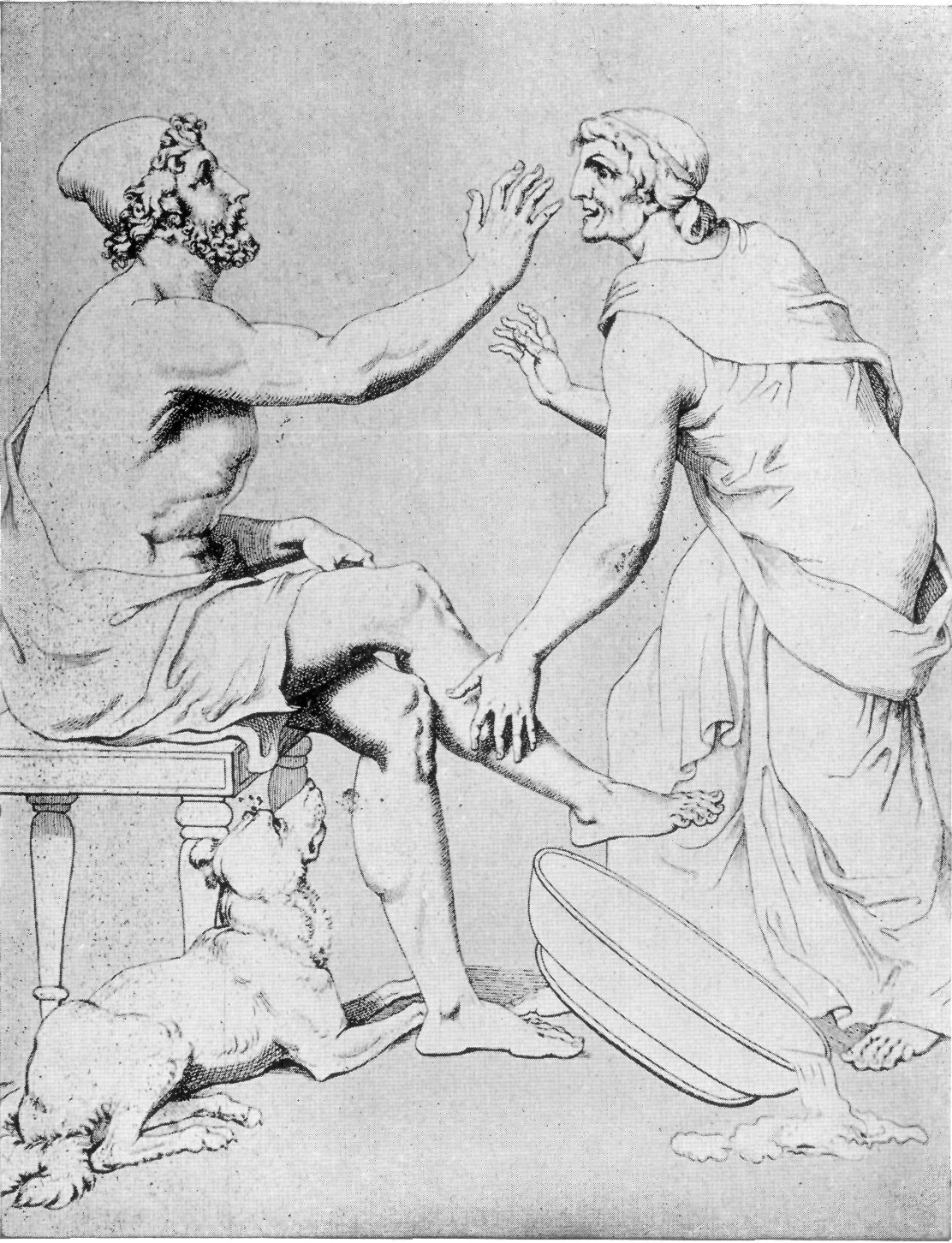
Odysseus và Eurycleia của Christian Gottlob Heyne

Những điềm báo xuất hiện thường xuyên trong Odyssey và thường gắn với hình ảnh chim chóc. Theo Thornton, đặc điểm quan trọng nhất của điềm báo là ai nhận được nó và theo cách nào. Ví dụ, loài chim mang điềm báo cho Telemakhos, Penelope, Odysseus và những kẻ cầu hôn. Telemakhos và Penelope cũng nhận được điềm báo dưới dạng lời nói, hắt hơi và những giấc mơ. Tuy nhiên, Odysseus là nhân vật duy nhất nhận được điềm báo qua sấm sét. Điều này rất quan trọng bởi vì tia sét là biểu tượng của thần Zeus, đại diện cho vương quyền của Odysseus. Odysseus được liên kết với Zeus trong cả Iliad và Odyssey.
Điềm báo là một ví dụ khác về dạng cảnh trong Odyssey. Hai phần quan trọng của một dạng cảnh điềm báo là nhận biết điềm báo và diễn giải nó. Trong Odyssey, tất cả các điềm báo từ chim chóc - ngoại trừ điềm báo đầu tiên - đều là cảnh loài chim lớn tấn công loài chim nhỏ. Đi kèm với mỗi điềm báo là một ước nguyện hoặc thể hiện rõ ràng hoặc qua ngụ ý. Ví dụ, Telemakhos muốn được báo thù và cha mình quay về, Penelope mong Odysseus trở về, và đám cầu hôn cầu cho Telemakhos chết đi.

## Lịch sử

### Sáng tác
Thời điểm ra đời của sử thi là một vấn đề gây nhiều tranh cãi. Vào giữa thế kỷ thứ 8 trước Công nguyên, cư dân của Hy Lạp bắt đầu sử dụng một phiên bản sửa đổi từ bảng chữ cái Phoenicia để ghi chép. Sử thi Homer có thể là một trong những tác phẩm đầu tiên của nền văn học lúc bấy giờ, và nếu như vậy thì chúng được sáng tác vào khoảng cuối thế kỷ thứ 8 trước Công nguyên. Trên một chiếc cốc đất sét được tìm thấy ở Ischia, Ý, có ghi dòng chữ "Cốc của Nestor, đáng dùng để uống." Một số học giả, chẳng hạn như Calvert Watkins, đã liên hệ chiếc cốc này với mô tả về chiếc cốc vàng của anh hùng Nestor trong Iliad. Nếu chiếc cốc này thực sự dẫn chiếu điển tích Iliad thì sử thi có thể có niên đại ít nhất là năm 750–700 trước Công nguyên.
Việc xác định niên đại cũng phức tạp không kém bởi thực tế là sử thi Homer, hoặc các phần và đoạn trong đó, thường xuyên được diễn ca trong vài trăm năm. Đến ngày nay bản Odyssey còn tồn tại cũng không có thay đổi gì đáng kể. Bỏ qua những khác biệt nhỏ, sử thi Homer đã trở thành quy điển tại trường lớp Athens cổ đại vào thế kỷ thứ 6 trước Công nguyên. Vào năm 566 trước Công nguyên tại Athens, Peisistratos đã tổ chức một lễ hội tôn giáo và dân gian được gọi là Panathenaia để vinh danh nữ thần Athena, trong đó có các tiết mục biểu diễn sử thi Homer. Điều này cho thấy thời điểm đó đã có một phiên bản cụ thể của sử thi trở thành văn bản quy chuẩn được dùng chính thức.

### Phiên bản và dị bản

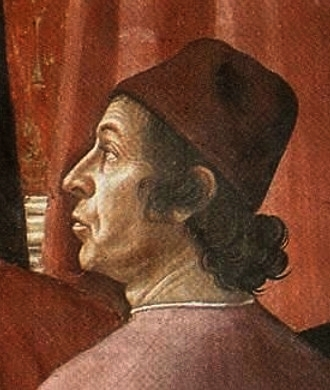
Chân dung học giả Phục hưng người Hy Lạp Demetrios Chalkokondyles, người đã biên soạn bản in đầu tiên của Odyssey vào năm 1488. Bởi Domenico Ghirlandaio.

Iliad và Odyssey đã được sao chép rộng rãi và được sử dụng làm sách giáo khoa tại các vùng nói tiếng Hy Lạp trong suốt thời cổ đại. Các học giả đã viết các bài bình thơ ngay từ thời Aristotle vào thế kỷ thứ 4 trước Công nguyên. Vào thế kỷ thứ 3 và thứ 2 trước Công nguyên, các học giả Thư viện Alexandria — đặc biệt là Zenodotus của Ephesus và Aristarchus của Samothrace — đã biên tập các thiên sử thi Homer và thêm chú thích, bình giải, góp phần hình thành bản quy điển của sử thi.
Iliad và Odyssey vẫn được nghiên cứu rộng rãi và được sử dụng làm sách giáo khoa tại Đông La Mã trong suốt thời Trung cổ. Học giả Hy Lạp Đông La Mã - tổng giám mục Eustathios của Thessalonike (khoảng 1115–1195/6 Công nguyên) đã viết phê bình tỉ mỉ về cả hai sử thi Homer, sau này được coi là quan điểm chính thống; Chỉ riêng bài phê bình về Odyssey đã kéo dài gần 2.000 trang khổ lớn trong một ấn bản thế kỷ XX. Bản in đầu tiên của Odyssey, được gọi là editio princeps, được biên tập năm 1488 bởi học giả người Hy Lạp Demetrios Chalkokondyles, ông sinh ở Athens và học tại Constantinople. Ấn bản của ông được in tại Milan tại một nhà in Hy Lạp tên là Antonios Damilas.
Kể từ cuối thế kỷ 19, người ta tìm thấy nhiều tài liệu giấy cói chứa các đoạn hoặc thậm chí toàn bộ các chương của Odyssey ở Ai Cập, với nội dung có sai khác so với các phiên bản thời trung cổ. Năm 2018, Bộ Văn hóa Hy Lạp công bố đã phát hiện một phiến đất sét gần Đền thờ thần Zeus ở Olympia chứa 13 khổ thơ từ khúc 14 của Odyssey. Xác định ban đầu cho thấy nó có niên đại từ thế kỷ thứ 3 Công nguyên, nhưng thời gian cụ thể vẫn cần phải giám định thêm.

## Ảnh hưởng

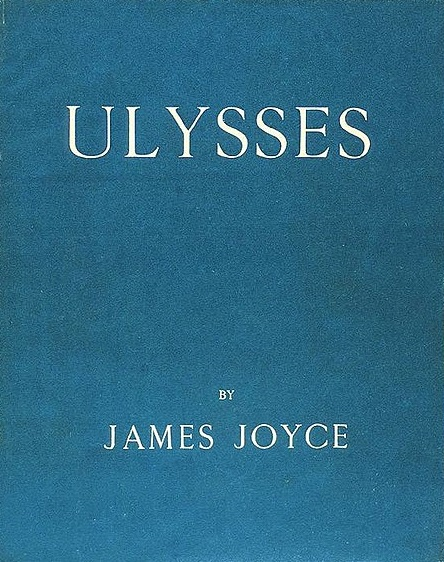
Bìa trước tiểu thuyết Ulysses của James Joyce

Khó có thể đo đếm được ảnh hưởng của sử thi Homer vì chúng đã ăn sâu vào tiềm thức và giá trị văn hóa đại chúng. Odyssey và Iliad hình thành nền tảng giáo dục của công dân trong xã hội Địa Trung Hải cổ đại, từ đó đóng góp vào nền tảng giáo dục của phương Tây. Sử thi đã trở thành một bộ phận của nền văn hóa, hiện hữu ở trong ngay cả những người chưa từng đọc nó. Như vậy, ảnh hưởng của Odyssey trải rộng trong suốt hơn một thiên niên kỷ kể từ khi ra đời. Sử thi đứng đầu cuộc bình chọn của các chuyên gia do BBC Culture thực hiện để tìm ra câu chuyện có sức ảnh hưởng lâu bền nhất trong lịch sử văn học. Nó được các nhà phê bình văn học phương Tây coi là tác phẩm kinh điển vượt thời gian, và là một trong những tác phẩm văn học lâu đời nhất còn tồn tại vẫn được tìm đọc và yêu mến tại phương Tây.

### Văn học
Trong Canto XXVI của Inferno, Dante Alighieri gặp Odysseus ở tầng địa ngục thứ tám, nơi Odysseus bị đày ải sau một kết thúc thay thế của Odyssey, trong đó ông không về lại được Ithaca mà vẫn lang thang không ngừng nghỉ. Edith Hall cho rằng việc Dante dẫn chiếu điển tích Odysseus có thể hiểu như là một sự tái hiện chủ nghĩa thực dân thời kỳ Phục hưng, với Cyclop là hình ảnh của "chủng tộc dã man ở tận cùng thế giới", và thất bại của họ tượng trưng cho "sự thống trị của La Mã tại Tây Địa Trung Hải”.
Cuốn tiểu thuyết chủ nghĩa hiện đại Ulysses (1922) của nhà thơ Ireland James Joyce bị ảnh hưởng đáng kể bởi Odyssey. Joyce đã tiếp xúc với hình tượng Odysseus từ trong sách Cuộc phiêu lưu của Ulysses của Charles Lamb, một tác phẩm chuyển thể dành cho thiếu nhi, điều này có thể hình thành cái lên tiếng Latinh Ulysses trong tâm trí Joyce. Ulysses, kể lại Odyssey với bối cảnh ở Dublin, được chia thành 18 phần ("tập"), dẫn chiếu đến 24 cuốn Odyssey. Joyce nói rằng ông thông thạo bản gốc tiếng Hy Lạp sử thi cổ, nhưng nhiều học giả không đồng ý vì cách dùng từ của ông cho thấy điều ngược lại. Tác phẩm và lối văn theo dòng ý thức được coi là đặt nền móng cho chủ nghĩa hiện đại.
Các tác giả thời hiện đại đã xem xét lại Odyssey dưới góc nhìn tập trung vào các nhân vật nữ. Nhà văn Canada Margaret Atwood đã sử dụng chất liệu từ Odyssey cho cuốn tiểu thuyết The Penelopiad (2000). Tiểu thuyết tập trung vào người vợ của Odysseus, Penelope, và mười hai nữ nô lệ bị Odysseus treo cổ ở phần cuối sử thi, một cảnh tượng khiến bà ám ảnh. Tiểu thuyết của Atwood bình luận về tác phẩm gốc, trong đó việc Odysseus trở lại Ithaca thành công tượng trưng cho việc khôi phục chế độ phụ hệ. Tương tự, tiểu thuyết Circe của Madeline Miller (2018) xét lại mối quan hệ giữa Odysseus và Circe ở Aeaea. Là một độc giả, Miller cảm thấy khó hiểu vì sự thiếu hụt động cơ ở Circe, nên đã tìm cách giải thích sự thiếu nhất quán của nhân vật thông qua tiểu thuyết của mình. Tác phẩm viết lại đoạn Circe biến thủy thủ thành lợn từ một hành động ác ý thành một hành động tự vệ, vì bà không có sức mạnh siêu nhiên để đẩy lùi những kẻ tấn công.

### Chuyển thể phim và truyền hình
- Ulysses (1954) là một bộ phim chuyển thể với sự tham gia của Kirk Douglas trong vai Ulysses, Silvana Mangano trong vai Penelope và Circe, và Anthony Quinn trong vai Antinous.[74]
- L'Odissea (1968) là loạt phim truyền hình ngắn hợp tác Ý-Pháp-Đức-Nam Tư, được ca ngợi vì bám sát sử thi gốc.[75]
- Ulysses 31 (1981) là một bộ phim hoạt hình Nhật-Pháp chuyển đổi bối cảnh cổ đại thành kịch không gian thế kỷ 31.
- Nostos: The Return (1989) là một bộ phim Ý kể về cuộc hồi hương của Odysseus do Franco Piavoli đạo diễn. Bộ phim dựa trên cách kể chuyện bằng hình ảnh và tập trung nhiều vào thiên nhiên.[76]
- Ulysses 'Gaze (1995), do Theo Angelopoulos đạo diễn, có nhiều yếu tố của Odyssey đặt trong bối cảnh của các cuộc Chiến tranh Balkan thời kỳ đó.[77]
- The Odyssey (1997) là một loạt phim truyền hình ngắn do Andrei Konchalovsky đạo diễn, Armand Assante trong vai Odysseus và Greta Scacchi trong vai Penelope.[78]
- Hỡi người anh em, anh ở đâu? (2000) là một bộ phim hài - chính kịch tội phạm được viết, sản xuất, đồng biên tập và đạo diễn bởi Coen Brothers, dựa trên sử thi Homer.[79]

### Opera và âm nhạc
- Il ritorno d'Ulisse in patria, được trình diễn lần đầu tiên vào năm 1640, là một vở opera của Claudio Monteverdi dựa trên nửa sau của Odyssey của Homer.[80]
- Rolf Riehm đã sáng tác một vở opera dựa trên thần thoại, Sirenen - Bilder des Begehrens und des Vernichtens (Sirens - Hiện thân của Dục vọng và Diệt vong), được công chiếu tại Oper Frankfurt vào năm 2014.[81]
- Bản giao hưởng thứ hai của Robert W. Smith The Odyssey, kể lại bốn cảnh tiêu biểu của sử thi thành bốn chương: "The Iliad", "The Winds of Poseidon", "The Isle of Calypso", và "Ithaca".[82]

## Dẫn nguồn

### Trích dẫn
1. ↑  "Odyssey". Random House Webster's Unabridged Dictionary. Lưu trữ bản gốc ngày 29 tháng 2 năm 2016.
2. 1 2  Haynes, Natalie. "The greatest tale ever told?". BBC.com/culture (bằng tiếng Anh). Lưu trữ bản gốc ngày 19 tháng 6 năm 2020.
3. ↑  Myrsiades, Kostas (2019). "1. Telemachus' Journey (Od 1-4)". Reading Homer's Odyssey. Rutgers University Press. ISBN 9781684481361. [...] is a long oral narrative poem of 12,109 lines
4. ↑  Castrén, Paavo & Pietilä-Castrén, Leena (2000). "Ilias, Ilias Latina". Antiikin käsikirja. Helsingissä: Otava. ISBN 951-1-12387-4.{{Chú thích sách}}:  Quản lý CS1: nhiều tên: danh sách tác giả (liên kết)
5. ↑  de Romilly, Jacqueline (1985). A Short History of Greek Literature (bằng tiếng Anh). Chicago & London: The University of Chicago Press. tr. 1-21. ISBN 0-226-14311-2.
6. ↑  "What is Poetic Meter? || Oregon State Guide to Literary Terms". College of Liberal Arts (bằng tiếng Anh). ngày 19 tháng 4 năm 2020. Truy cập ngày 2 tháng 6 năm 2021.
7. ↑  Haslam, M. W. (1976). "Homeric Words and Homeric Metre: Two Doublets Examined (λείβω/εϊβω, γαΐα/αία)". Glotta. Quyển 54 số 3/4. tr. 203. ISSN 0017-1298. JSTOR 40266365.
8. ↑  Foley, John Miles (2007). ""Reading" Homer through Oral Tradition". College Literature. Quyển 34 số 2. tr. 1–28. ISSN 0093-3139. JSTOR 25115419.
9. ↑  Lattimore, Richmond (1951). The Iliad of Homer. Chicago: The University of Chicago Press. tr. 14.
10. ↑  Willcock, Malcolm L. (1976). A Companion to The Iliad: Based on the Translation by Richard Lattimore (ấn bản thứ 2007). New York: Phoenix Books. tr. 32. ISBN 978-0226898551.
11. ↑  Most, Glenn W. (1989). "The Structure and Function of Odysseus' Apologoi". Transactions of the American Philological Association. Quyển 119. tr. 15–30. doi:10.2307/284257. JSTOR 284257.
12. ↑  Cairns, Douglas (2014). Defining Greek Narrative. Edinburgh University Press. tr. 231. ISBN 9780748680108.
13. ↑  Carne-Ross, D. S. (1998). "The Poem of Odysseus." Trong bản The Odyssey, biên dịch bởi R. Fitzgerald. New York: Farrar, Straus and Giroux. ISBN 978-0-374-52574-3. trang. ixi.
14. 1 2  Strabo, Geographica, 1.2.15, trích dẫn trong Finley, Moses. 1976. The World of Odysseus (bản chỉnh lý). tr. 33.
15. ↑  Lane (2008) summarizes the literature in notes and bibliography. Fox, Robin Lane. 2008. "Finding Neverland." In Travelling Heroes in the Epic Age of Homer.
16. 1 2  "The Geography of the Odyssey | Elizabeth Della Zazzera". Lapham’s Quarterly (bằng tiếng Anh). Lưu trữ bản gốc ngày 8 tháng 10 năm 2020.
17. ↑  Struck, Peter T. "Map of Odysseus' Journey". www.classics.upenn.edu. Lưu trữ bản gốc ngày 18 tháng 3 năm 2020.
18. ↑  West, Martin (1997). The East Face of Helicon: West Asiatic Elements in Greek Poetry and Myth. Oxford. tr. 403.
19. ↑  West, Martin (1997). The East Face of Helicon: West Asiatic Elements in Greek Poetry and Myth. Oxford. 402–17.
20. ↑  West, Martin (1997). The East Face of Helicon: West Asiatic Elements in Greek Poetry and Myth. Oxford. tr. 405.
21. ↑  West, Martin (1997). The East Face of Helicon: West Asiatic Elements in Greek Poetry and Myth. Oxford. tr. 406.
22. ↑  West, Martin (1997). The East Face of Helicon: West Asiatic Elements in Greek Poetry and Myth. Oxford. tr. 410.
23. ↑  West, Martin (1997). The East Face of Helicon: West Asiatic Elements in Greek Poetry and Myth. Oxford. tr. 417.
24. 1 2 3  Mayor, Adrienne (2000). The First Fossil Hunters: Paleontology in Greek and Roman Times. Princeton University Press.
25. 1 2 3  Anderson, Graham (2000). Fairytale in the Ancient World. Routledge. tr. 127–31. ISBN 978-0-415-23702-4.
26. 1 2  Bonifazi, Anna (2009). "Inquiring into Nostos and Its Cognates". The American Journal of Philology. Quyển 130 số 4. tr. 481–510. ISSN 0002-9475. JSTOR 20616206.
27. 1 2 3 4  Thornton, Agathe (1970). "The Homecomings of the Achaeans." tr. 1–15 trong People and Themes in Homer's Odyssey. Dunedin: University of Otago cùng với London: Methuen.
28. 1 2 3 4 5  Thornton, Agathe (1970). "The Wanderings of Odysseus." tr. 16–37 trong People and Themes in Homer's Odyssey. Dunedin: University of Otago cùng với London: Methuen.
29. ↑  "Calypso and Odysseus Lưu trữ ngày 2 tháng 5 năm 2016 tại Wayback Machine." Greek Myths & Greek Mythology (2010). Truy cập ngày 5 tháng 5 năm 2020.
30. ↑  Homer, Odyssey, 8.566. (Lattimore 1975)
31. ↑  Homer, Odyssey 6.4–5. (Lattimore 1975)
32. 1 2  Reece, Steve. 1993. The Stranger's Welcome: Oral Theory and the Aesthetics of the Homeric Hospitality Scene. Ann Arbor: University of Michigan Press.
33. 1 2 3 4  Thornton, Agathe (1970). "Guest-Friendship." tr. 38–46 trong People and Themes in Homer's Odyssey. Dunedin: University of Otago cùng với London: Methuen.
34. ↑  Homer, Odyssey, 17.415-44. (Lattimore 1975)
35. ↑  Hainsworth, J. B. (tháng 12 năm 1972). "The Odyssey – Agathe Thornton: People and Themes in Homer's Odyssey. pp. xv+163. London: Methuen, 1970. Cloth, £2·40". The Classical Review. Quyển 22 số 3. tr. 320–321. doi:10.1017/s0009840x00996720. ISSN 0009-840X.
36. 1 2 3 4  Thornton, Agathe (1970). "Testing." tr. 47–51 trong People and Themes in Homer's Odyssey. Dunedin: University of Otago cùng với London: Methuen.
37. 1 2  Edwards, Mark W. 1992. "Homer and the Oral Tradition." Oral Tradition 7(2):284–330.
38. 1 2 3 4 5 6 7  Thornton, Agathe (1970). "Omens." tr. 52–57 in People and Themes in Homer's Odyssey. Dunedin: University of Otago cùng với London: Methuen.
39. ↑  Homer, Odyssey 20.103-4. (Lattimore 1975)
40. ↑  Homer, Odyssey 21.414. (Lattimore 1975)
41. ↑  Kundmueller, Michelle (2013). "Following Odysseus Home: an Exploration of the Politics of Honor and Family in the Iliad, Odyssey, and Plato's Republic". American Political Science. Rochester, NY: 7. SSRN 2301247
42. ↑  Homer, Odyssey 2.143–5. (Lattimore 1975)
43. ↑  Homer, Odyssey 15.155–9. (Lattimore 1975)
44. ↑  Homer, Odyssey 19.136. (Lattimore 1975)
45. ↑  Homer, Odyssey 20.240–43. (Lattimore 1975)
46. 1 2 3  Wilson, Emily (2018). "Introduction: When Was The Odyssey Composed?". The Odyssey. New York: W. W. Norton & Company. tr. 21. ISBN 978-0393089059.
47. 1 2  Wilson, Emily (2018). "Introduction: When Was The Odyssey Composed?". The Odyssey. New York: W. W. Norton & Company. tr. 23. ISBN 978-0393089059.
48. ↑  "From carnage to a camp beauty contest: the endless allure of Troy". the Guardian (bằng tiếng Anh). ngày 13 tháng 11 năm 2019. Lưu trữ bản gốc ngày 9 tháng 1 năm 2020.
49. ↑  Watkins, Calvert (1976). "Observations on the "Nestor's Cup" Inscription". Harvard Studies in Classical Philology. Quyển 80. tr. 25–40. doi:10.2307/311231. ISSN 0073-0688. JSTOR 311231.
50. 1 2  Davison, J. A. (1955). "Peisistratus and Homer". Transactions and Proceedings of the American Philological Association. Quyển 86. tr. 1–21. doi:10.2307/283605. ISSN 0065-9711. JSTOR 283605.
51. ↑  Wilson, Emily (2018). "Introduction: When Was The Odyssey Composed?". The Odyssey. New York: W. W. Norton & Company. tr. 21. "In 566 BCE, Pisistratus, the tyrant of the city (which was not yet a democracy), instituted a civic and religious festival, the Panathenaia, which included a poetic competition, featuring performances of the Homeric poems. The institution is particularly significant because we are told that the Homeric poems had to be performed “correctly,” which implies the canonization of a particular written text of The Iliad and The Odyssey at this date."
52. 1 2 3 4 5 6  Lamberton, Robert (2010). "Homer". Trong Grafton, Anthony; Most, Glenn W.; Settis, Salvatore (biên tập). The Classical Tradition. Cambridge, Massachusetts and London, England: The Belknap Press of Harvard University Press. tr. 449–452. ISBN 978-0-674-03572-0.
53. 1 2 3 4 5  Browning, Robert (1992). "The Byzantines and Homer". Trong Lamberton, Robert; Keaney, John J. (biên tập). Homer's Ancient Readers: The Hermeneutics of Greek Epic's Earliest Exegetes. Princeton, New Jersey: Princeton University Press. tr. 134–148. ISBN 978-0-6916-5627-4.
54. ↑  Haslam, Michael (2012). "Text and Transmission". The Homer Encyclopedia (bằng tiếng Anh). doi:10.1002/9781444350302.wbhe1413. ISBN 978-1405177689.
55. ↑  "Oldest Greek Fragment of Homer Discovered on Clay Tablet". Smithonian. 2018. Lưu trữ bản gốc ngày 23 tháng 1 năm 2019.
56. ↑  Tagaris, Karolina (ngày 10 tháng 7 năm 2018). Heavens, Andrew (biên tập). "'Oldest known extract' of Homer's Odyssey discovered in Greece". Reuters. Lưu trữ bản gốc ngày 24 tháng 3 năm 2019.
57. ↑  "Homer Odyssey: Oldest extract discovered on clay tablet". BBC. ngày 10 tháng 7 năm 2018. Lưu trữ bản gốc ngày 1 tháng 9 năm 2020.
58. ↑  Kenner, Hugh (1971). The Pound Era. University of California Press. tr. 50.
59. ↑  Hall, Edith (2008). The Return of Ulysses: A Cultural History of Homer's Odyssey. New York: I. B. Tauris & Co. tr. 25. ISBN 978-1-84511-575-3. The two Homeric epics formed the basis of the education of every- one in ancient Mediterranean society from at least the seventh century BCE; that curriculum was in turn adopted by Western humanists.
60. ↑  Ruskin, John (1868). The Mystery of Life and its Arts. Cambridge University Press. All Greek gentlemen were educated under Homer. All Roman gentlemen, by Greek literature. All Italian, and French, and English gentlemen, by Roman literature, and by its principles.
61. ↑  Bahr, Arthur. "Foundation of Western Literature". MIT Open Courseware. Massachusetts Institute of Technology. Lưu trữ bản gốc ngày 6 tháng 11 năm 2016.
62. ↑  Cartwright, Mark. "Odyssey". World History Encyclopedia. Lưu trữ bản gốc ngày 4 tháng 7 năm 2017.
63. ↑  North, Anna (ngày 20 tháng 11 năm 2017). "Historically, men translated the Odyssey. Here's what happened when a woman took the job". Vox (bằng tiếng Anh). Lưu trữ bản gốc ngày 27 tháng 6 năm 2020.
64. ↑  Gorman (1939), tr. 45.
65. ↑  Jaurretche, Colleen (2005). Beckett, Joyce and the art of the negative. European Joyce studies. Quyển 16. Rodopi. tr. 29. ISBN 978-90-420-1617-0.
66. ↑  "Ulysses", The Oxford Companion to English Literature (1995), Margaret Drabble chỉnh lý. Oxford UP, 1996, tr. 1023
67. ↑  Ames, Keri Elizabeth (2005). "Joyce's Aesthetic of the Double Negative and His Encounters with Homer's "Odyssey"". European Joyce Studies. Quyển 16. tr. 15–48. ISSN 0923-9855. JSTOR 44871207 – qua JSTOR. First of all, Joyce did own and read Homer in the original Greek, but his expertise was so minimal that he cannot justly be said to have known Homer in the original. Any typical young classical scholar in the second year of studying Greek would already possess more faculty with Homer than Joyce ever managed to achieve.
68. ↑  The Bloomsbury Guides to English Literature: The Twentieth Century, bản của Linda R. Williams. London: Bloomsbury, 1992, tr. 108–109.
69. ↑  Beard, Mary (ngày 28 tháng 10 năm 2005). "Review: Helen of Troy | Weight | The Penelopiad | Songs on Bronze". The Guardian (bằng tiếng Anh). ISSN 0261-3077. Lưu trữ bản gốc ngày 26 tháng 3 năm 2016.
70. 1 2  "Margaret Atwood: A personal odyssey and how she rewrote Homer". The Independent (bằng tiếng Anh). ngày 28 tháng 10 năm 2005. Lưu trữ bản gốc ngày 7 tháng 7 năm 2020.
71. ↑  "Circe by Madeline Miller review – myth, magic and single motherhood". the Guardian (bằng tiếng Anh). ngày 21 tháng 4 năm 2018. Lưu trữ bản gốc ngày 14 tháng 6 năm 2020.
72. ↑  "'Circe' Gets A New Motivation". NPR.org (bằng tiếng Anh). Lưu trữ bản gốc ngày 25 tháng 4 năm 2018.
73. ↑  Messud, Claire (ngày 28 tháng 5 năm 2018). "December's Book Club Pick: Turning Circe Into a Good Witch (Published 2018)". The New York Times (bằng tiếng Anh). ISSN 0362-4331. Lưu trữ bản gốc ngày 6 tháng 9 năm 2020.
74. ↑  Wilson, Wendy S.; Herman, Gerald H. (2003). World History On The Screen: Film And Video Resources:grade 10–12. Walch Publishing. tr. 3. ISBN 9780825146152. Bản gốc lưu trữ ngày 5 tháng 1 năm 2020.
75. ↑  Garcia Morcillo, Marta; Hanesworth, Pauline; Lapeña Marchena, Óscar (ngày 11 tháng 2 năm 2015). Imagining Ancient Cities in Film: From Babylon to Cinecittà. Routledge. tr. 139. ISBN 9781135013172.
76. ↑  Lapeña Marchena, Óscar (2018). "Ulysses in the Cinema: The Example of Nostos, il ritorno (Franco Piavoli, Italy, 1990)". Trong Rovira Guardiola, Rosario (biên tập). The Ancient Mediterranean Sea in Modern Visual and Performing Arts: Sailing in Troubled Waters. Imagines – Classical Receptions in the Visual and Performing Arts. London: Bloomsbury Academic. tr. 98. ISBN 978-1-4742-9859-9.
77. ↑  Grafton, Anthony; Most, Glenn W.; Settis, Salvatore (2010). The Classical Tradition. Cambridge, Massachusetts and London, England: The Belknap Press of Harvard University Press. tr. 653. ISBN 978-0-674-03572-0.
78. ↑  Roman, James W. (2005). From Daytime to Primetime: The History of American Television Programs. Greenwood Publishing Group. tr. 267. ISBN 9780313319723.
79. ↑  Siegel, Janice (2007). "The Coens' O Brother, Where Art Thou? and Homer's Odyssey". Mouseion: Journal of the Classical Association of Canada (bằng tiếng Anh). Quyển 7 số 3. tr. 213–245. doi:10.1353/mou.0.0029. ISSN 1913-5416. Bản gốc lưu trữ ngày 6 tháng 8 năm 2020.
80. ↑  "Monteverdi's 'The Return of Ulysses'". NPR. ngày 23 tháng 3 năm 2007. Lưu trữ bản gốc ngày 24 tháng 2 năm 2017.
81. ↑  Griffel, Margaret Ross (2018). "Sirenen". Operas in German: A Dictionary. Rowman & Littlefield. tr. 448. ISBN 9781442247970.
82. ↑  "The Iliad (from The Odyssey (Symphony No. 2))". www.alfred.com. Lưu trữ bản gốc ngày 8 tháng 8 năm 2020.